# Krystallpalast (Leipzig)

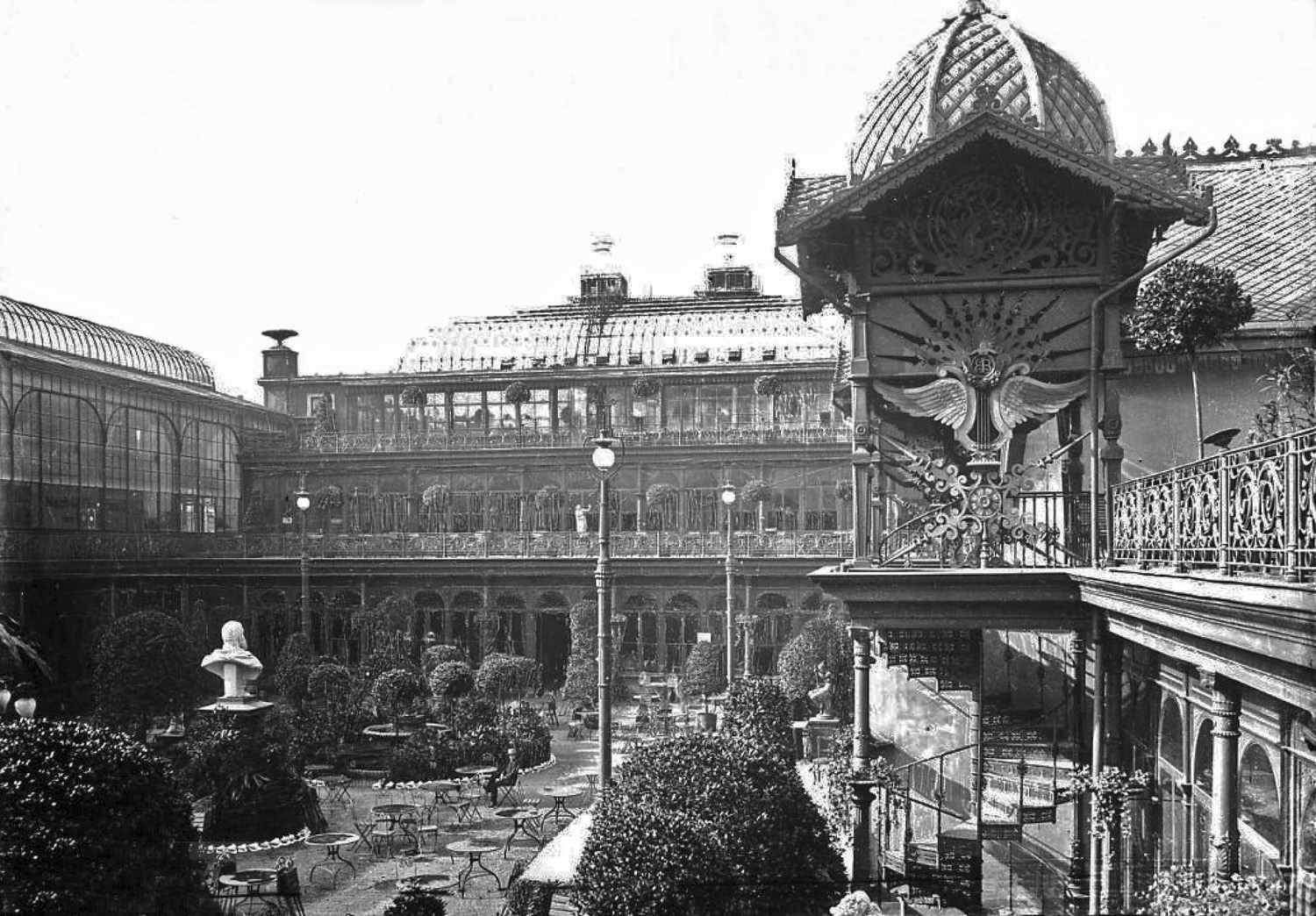
Im Gelände des Krystallpalastes um 1900

Der Krystallpalast war über etwa 60 Jahre eine aus zahlreichen Einzelangeboten bestehende Vergnügungsstätte in Leipzig. Sie galt als die größte ihrer Art in Deutschland und war in Sachen Veranstaltungsvielfalt und räumlicher Komplexität einzigartig in Europa. Namensgebendes Herzstück war ein nur aus Glas und Eisen bestehender Bau mit einem Saal, der vornehmlich für Varieté-Veranstaltungen genutzt wurde, weshalb auch oft vom Krystallpalast-Varieté gesprochen wurde. Ein Zentralkuppelbau, die Alberthalle, hatte über 3.000 Plätze.
Der gesamte Krystallpalast-Komplex, der in seiner Glanzzeit in seinen verschiedenen Sälen, Restaurants, Bars, Cafés, Salons und Biergärten 15.000 Personen fasste, fiel dem Luftangriff am 4. Dezember 1943 zum Opfer.

## Geschichte

Gelände des ehemaligen Krystallpalastes 1832 bis 1914 (Kartenausschnitte genordet)
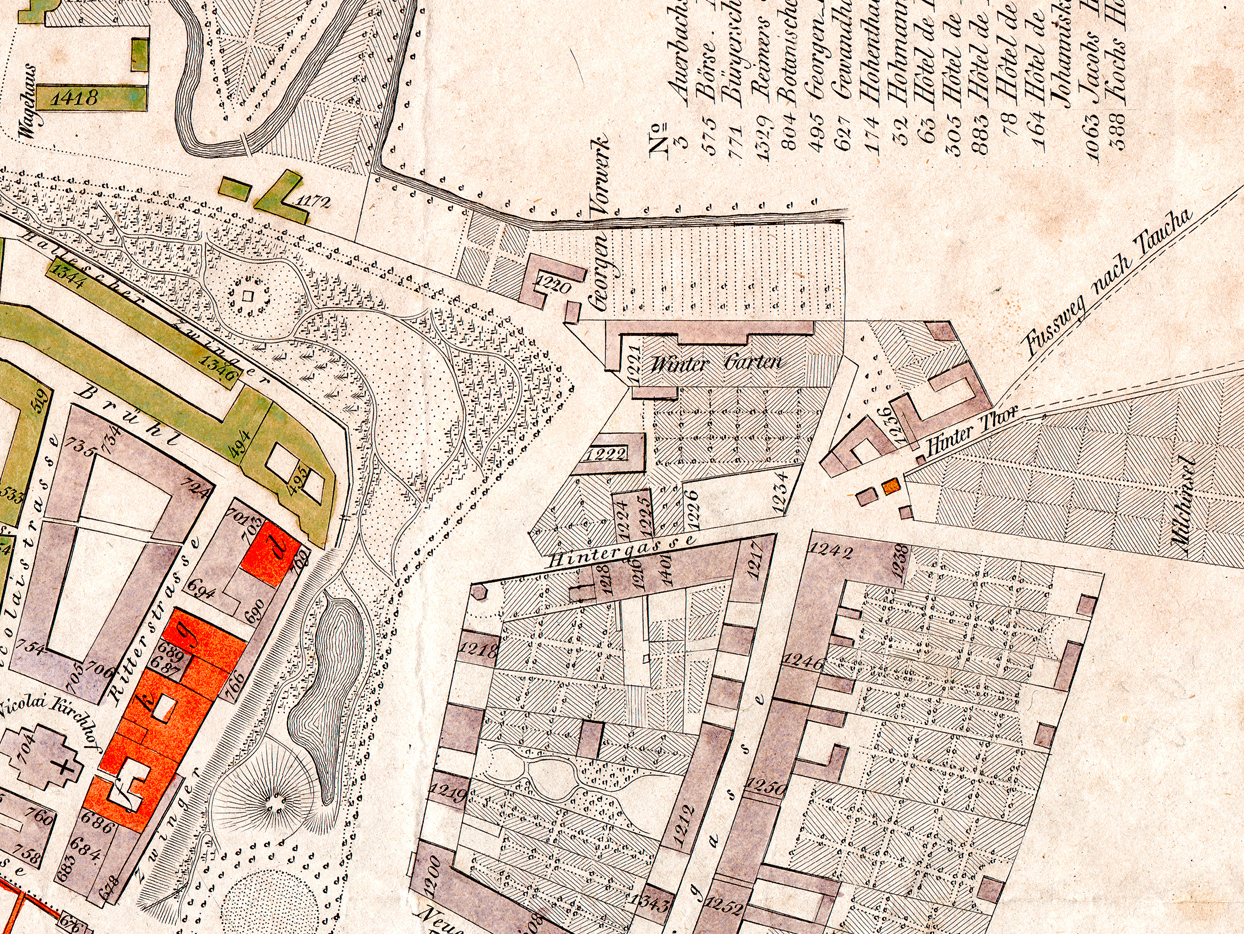
1832
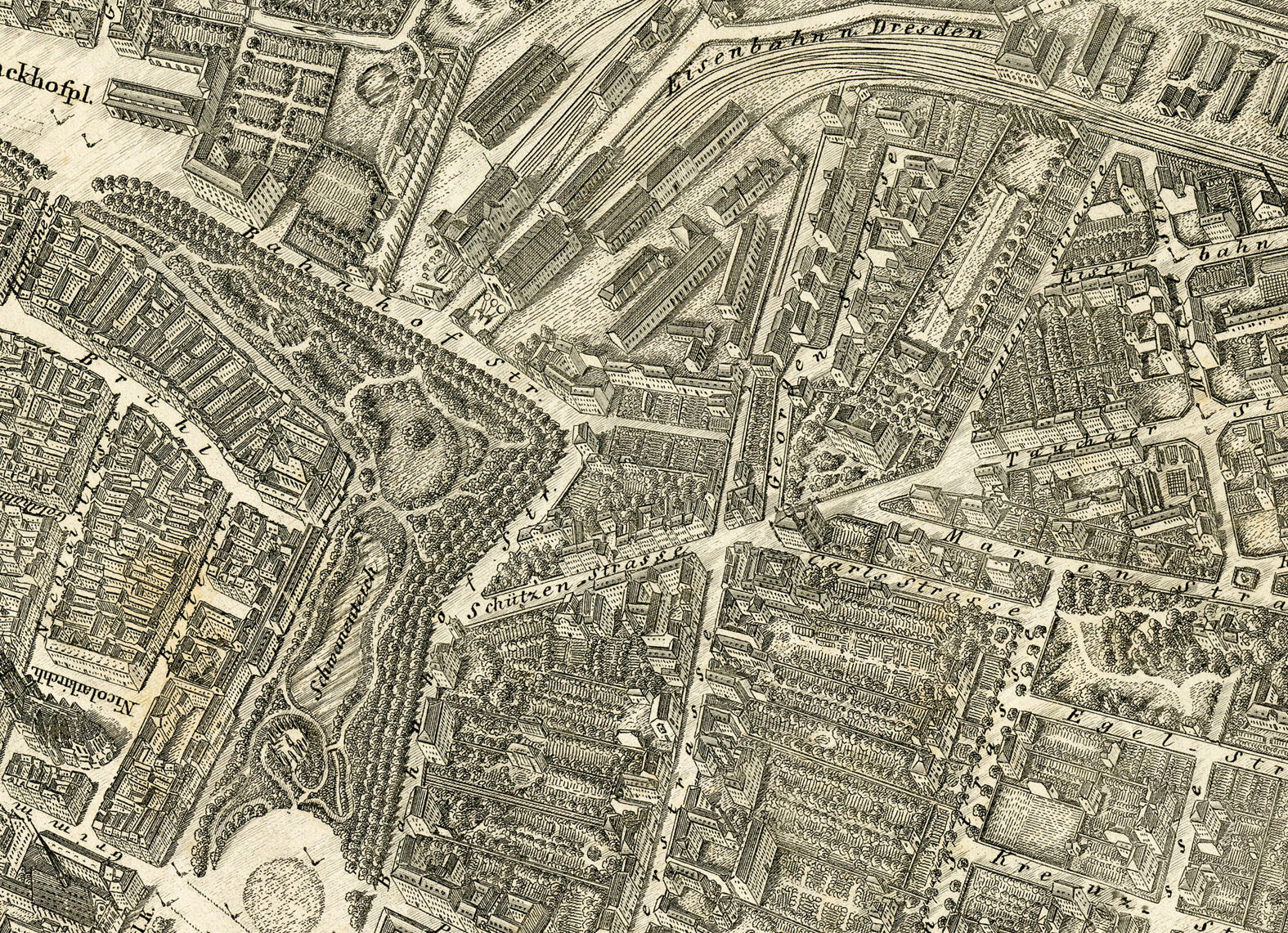
1847
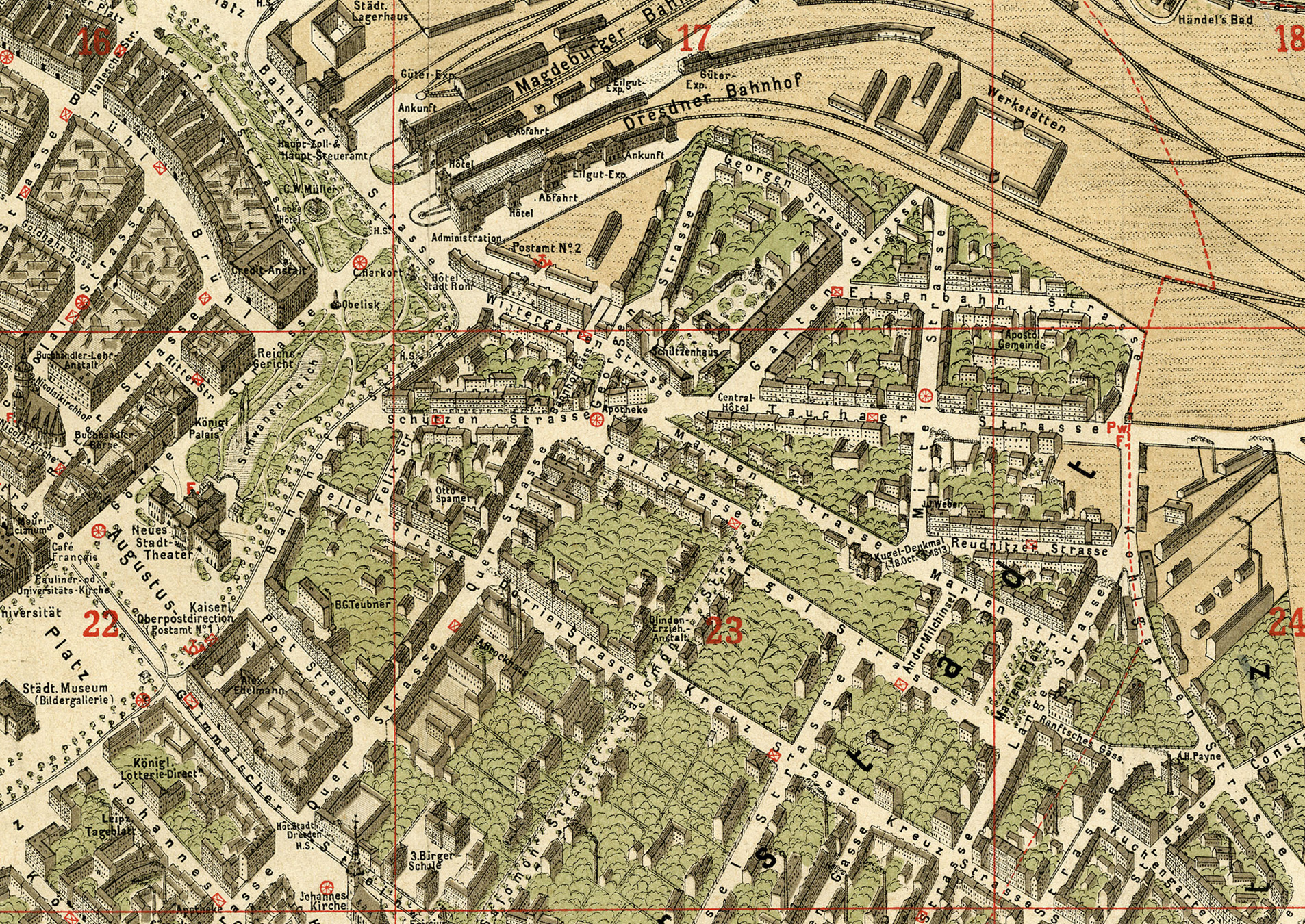
1881
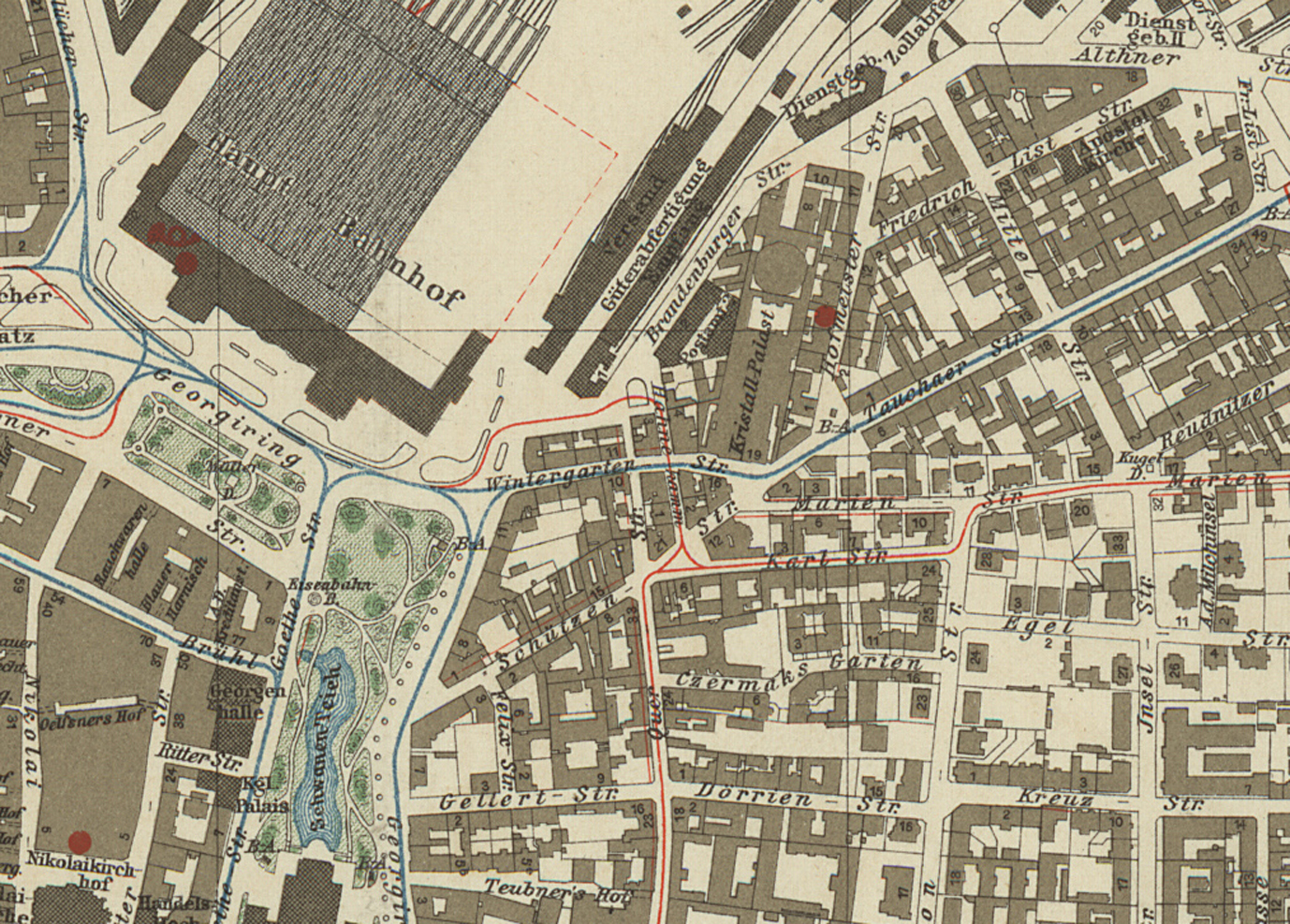
1914

### Vorgeschichte
1807 erwarb der sächsisch-weimarische Hofgärtner Christian August Breiter an der nordöstlichen Stadtgrenze neben dem Georgen-Vorwerk ein Grundstück und legte eine Gartenanlage mit Gewächshäusern sowie Wintergärten mit botanischen Raritäten an, deren Besichtigung ab etwa 1815 unter dem Namen Breiterscher botanischer Garten mit dem Besuch einer gastronomischen Einrichtung verbunden werden konnte. Östlich der Anlage ließ sich die Leipziger Schützengesellschaft 1833/34 nach Entwürfen des Architekten Albert Geutebrück im klassizistischen Stil ein Schützenhaus errichten, dem sich ein bereits 1832 errichteter Schießstand samt Gewehrhaus anschloss. Die Gartenanlage wurde mit übernommen. Die südlich über das Wintergartengrundstück bis zum Schützenhaus angelegte Straße erhielt 1855 den Namen Wintergartenstraße.

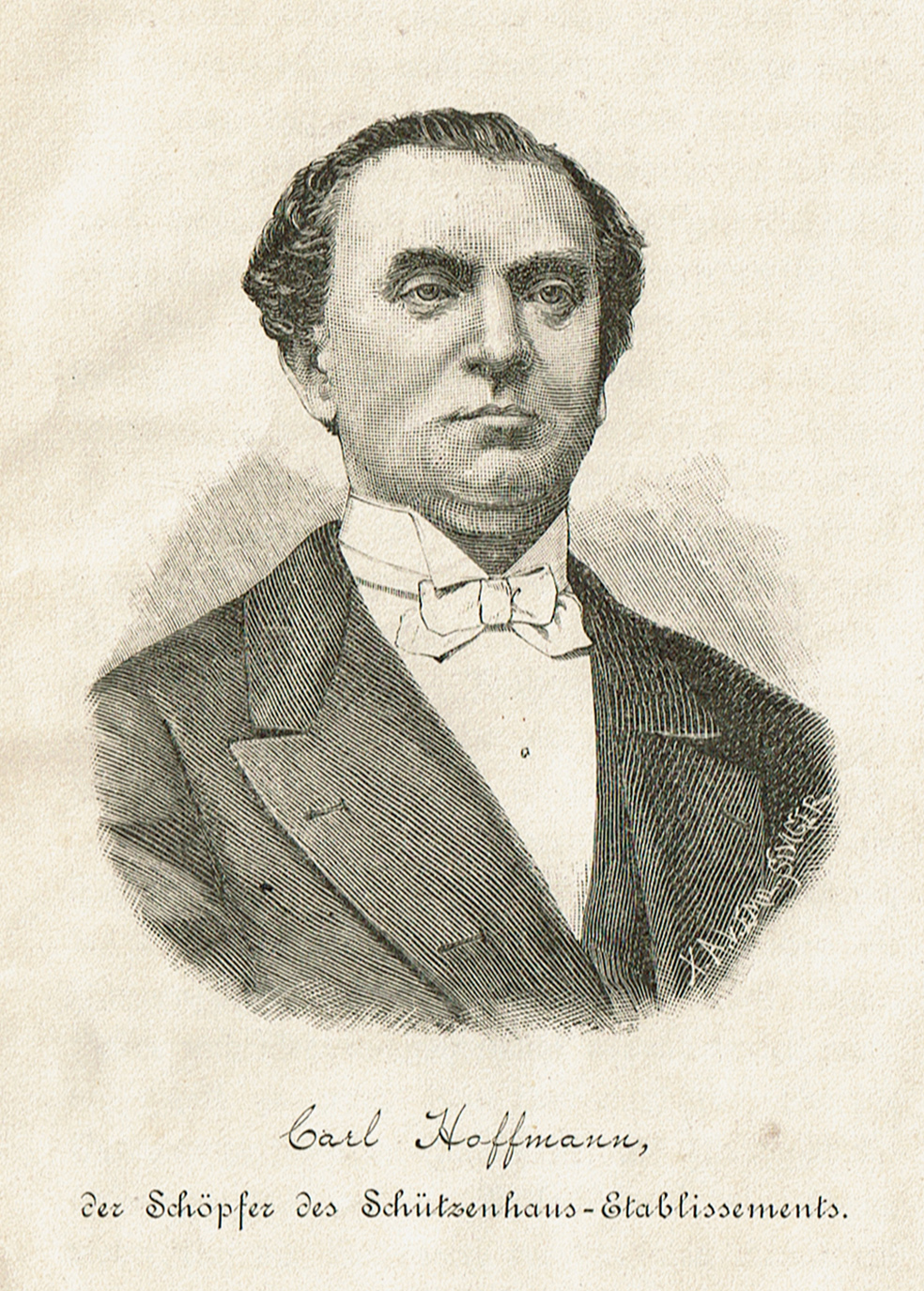
Carl Hoffmann (1823–1873)

Ein großer Saal im vorderen Teil des Schützenhauses wurde von Beginn an gastronomisch verpachtet, genutzt wurde er vorwiegend für offizielle Anlässe der Schützengesellschaft oder Feiern der örtlichen Communalgarde. 1847 wurde Carl Hoffmann – bis dahin Oberkellner im Hôtel de Saxe – Pachtwirt. Noch im gleichen Jahr kaufte er der Schützengesellschaft das an der Straßenseite liegende Vorderhaus des Gebäudes ab und etablierte darin einen regen Amüsierbetrieb. Das Schützenhaus beherbergte insgesamt drei Säle, den großen Blauen Saal ließ Hoffmann aufwendig zu einem prunkvoll ausgestatteten Festsaal im Renaissance-Stil umgestalten. Der anliegende Garten des Gebäudes wurde in den 1860er Jahren durch hydraulisch angetriebene Wasserspiele und durch Gaslaternen hervorgerufene Illuminationen aufgewertet.
Bei Feierlichkeiten sowie zu Messezeiten in der Stadt war das Haus ein beliebter Vergnügungs- und Veranstaltungsort, so wurden beispielsweise während des 3. Allgemeinen Deutschen Turnfestes im Jahr 1863 an einem Tag etwa 11.000 Besucher gezählt. Das Haus war auch ein wichtiger Versammlungstreffpunkt Leipzigs. Bereits 1848 sprach Robert Blum im Schützenhaus, außerdem fanden zahlreiche Veranstaltungen des Leipziger Vaterlandsvereins während der Revolution 1848/49 im Gebäude statt. Am 25. April 1863 gründeten rund 80 Teilnehmer den Sächsischen Fortschrittsverein und legten damit den Grundstein für eine liberale Partei in Sachsen. im Oktober 1865 wurde in den Räumlichkeiten eine Frauenkonferenz abgehalten, in deren Rahmen der Allgemeine Deutsche Frauenverein ins Leben gerufen wurde, 1866 wurde im Schützenhaus im Rahmen des Ersten Deutschen Buchdruckertages der Deutsche Buchdruckerverband (seit 1891 Verband der Deutschen Buchdrucker) gegründet.
Nachdem 1868 die Leipziger Schützengesellschaft ihr neu errichtetes Domizil auf den Frankfurter Wiesen bezog, erwarb Hoffmann auch den zu dem Zeitpunkt schon länger stillgelegten Schießplatz und das Gartengrundstück. Er beauftragte den Architekten und Baurat Oskar Mothes, das neu erworbene Gelände neu zu gestalten. Die ehemalige Gewehrhalle wurde umgestaltet und 1870 als Lusthaus mit Festsaal und Restauration unter dem Namen Trianon neueröffnet, auf dem dahinterliegenden Areal der restlichen Schießanlage und auf Teilen des ehemaligen Breiterschen Gartens wurde ein Jahr später der sogenannte Trianongarten eingeweiht. Hinter den bereits zuvor in Betrieb genommenen Wasserspielen und Illuminationen entstanden neben einer Freiluftbühne stilisiert und nachgebaut unter anderem die Burgruine Burg Storchennest, die begehbare Grotte Drachenfels mit Aussichtsplattform, Statuen, Säulen sowie andere Attraktionen nach historischen Vorbildern. 1872 war der sächsische König Johann und 1876 Kaiser Wilhelm im Schützenhaus zu Gast. Im Rahmen einer Weihnachtsausstellung im Jahr 1877 besuchte König Albert von Sachsen das Haus, zu gleichem Anlass trat Johann Strauss mit seinem Orchester dort auf.
Unter der Bewirtschaftung von Robert Kühnrich ab 1878 wurden unter anderem Frühschoppenkonzerte sowie bayerische Bierfeste eingeführt, außerdem ließ er ein vielbeachtetes Großaquarium im Schützenhaus anlegen. Während eines Feuerwerks zu Pfingsten 1881 brannte das Trianon-Gebäude aus, im gleichen Jahr ging Kühnrich in Insolvenz, das Schützenhaus wurde geschlossen.

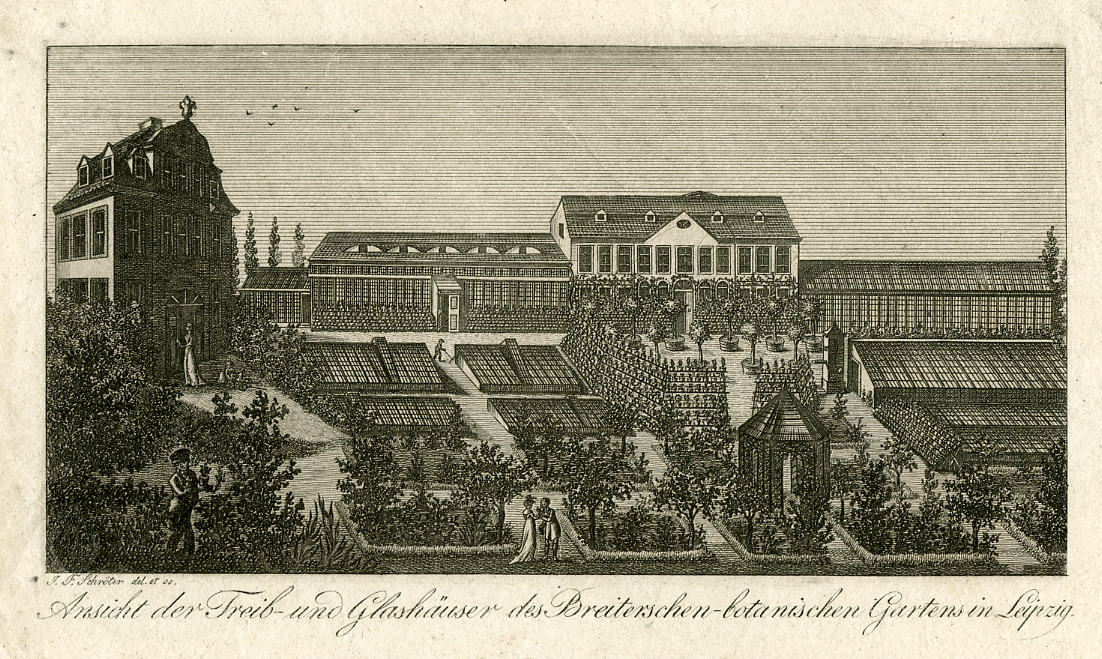
Breiterscher Garten, um 1820
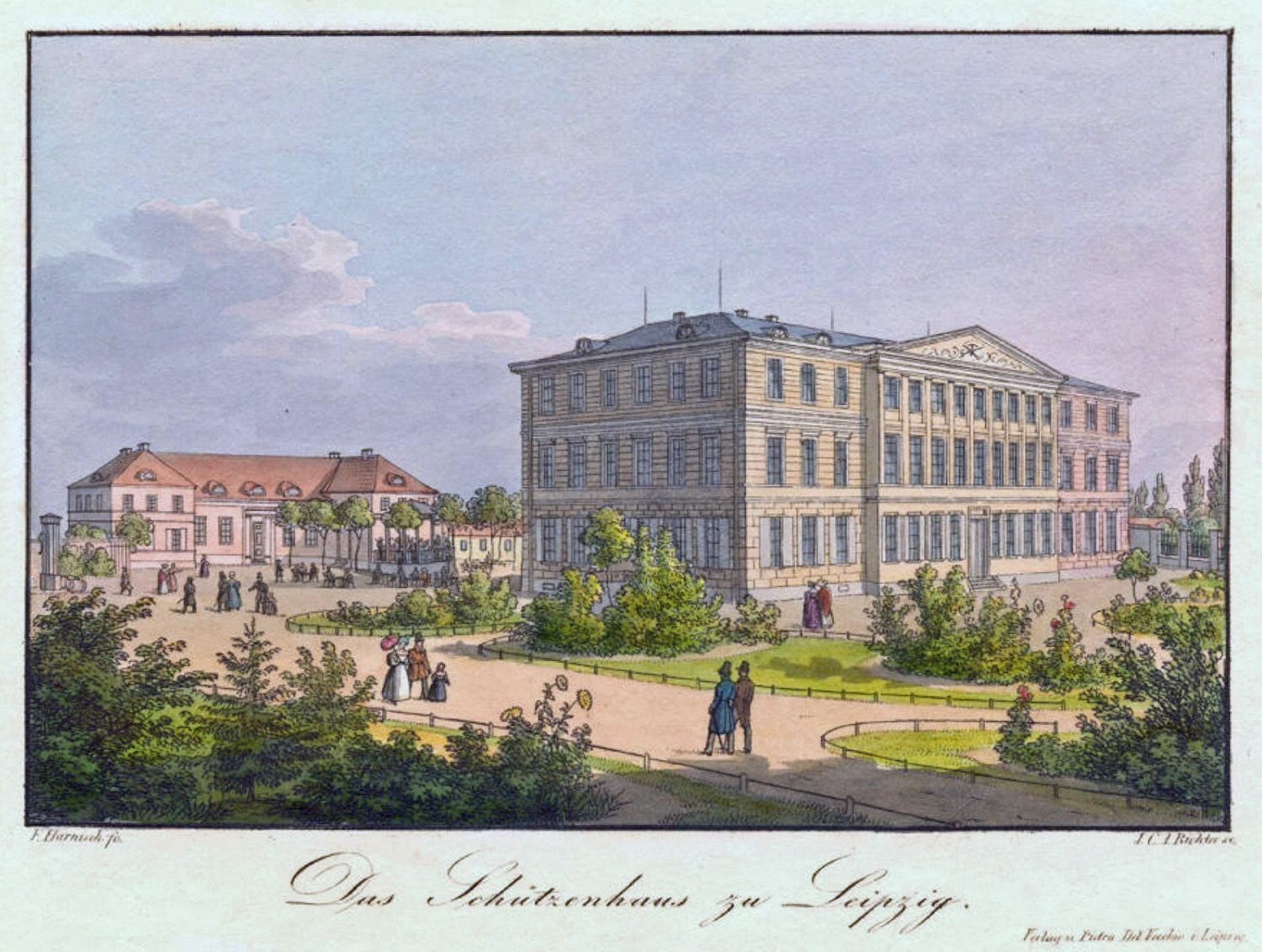
Das Schützenhaus kurz nach seiner Erbauung
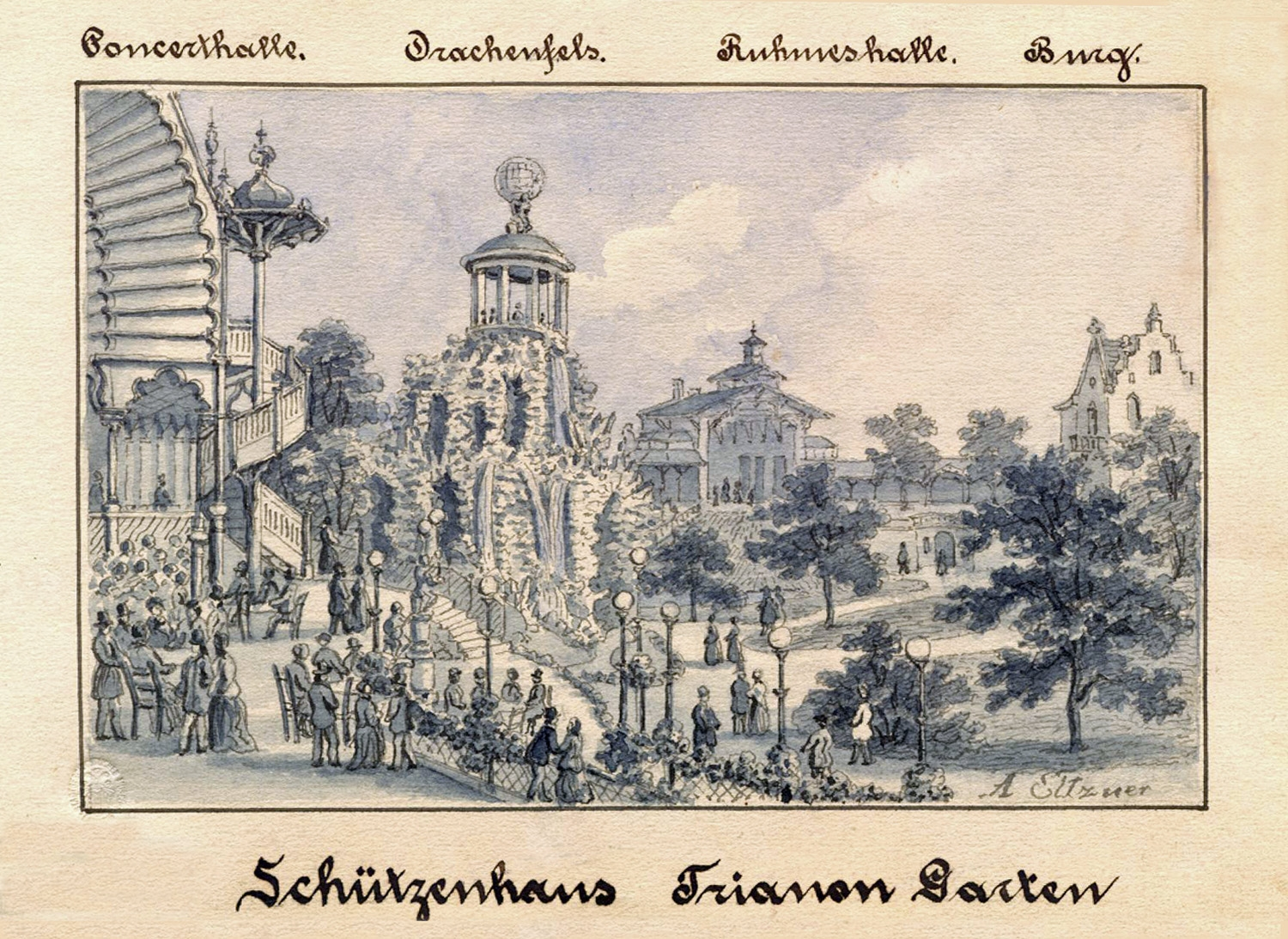
Der Trianongarten mit verschiedenen Einbauten
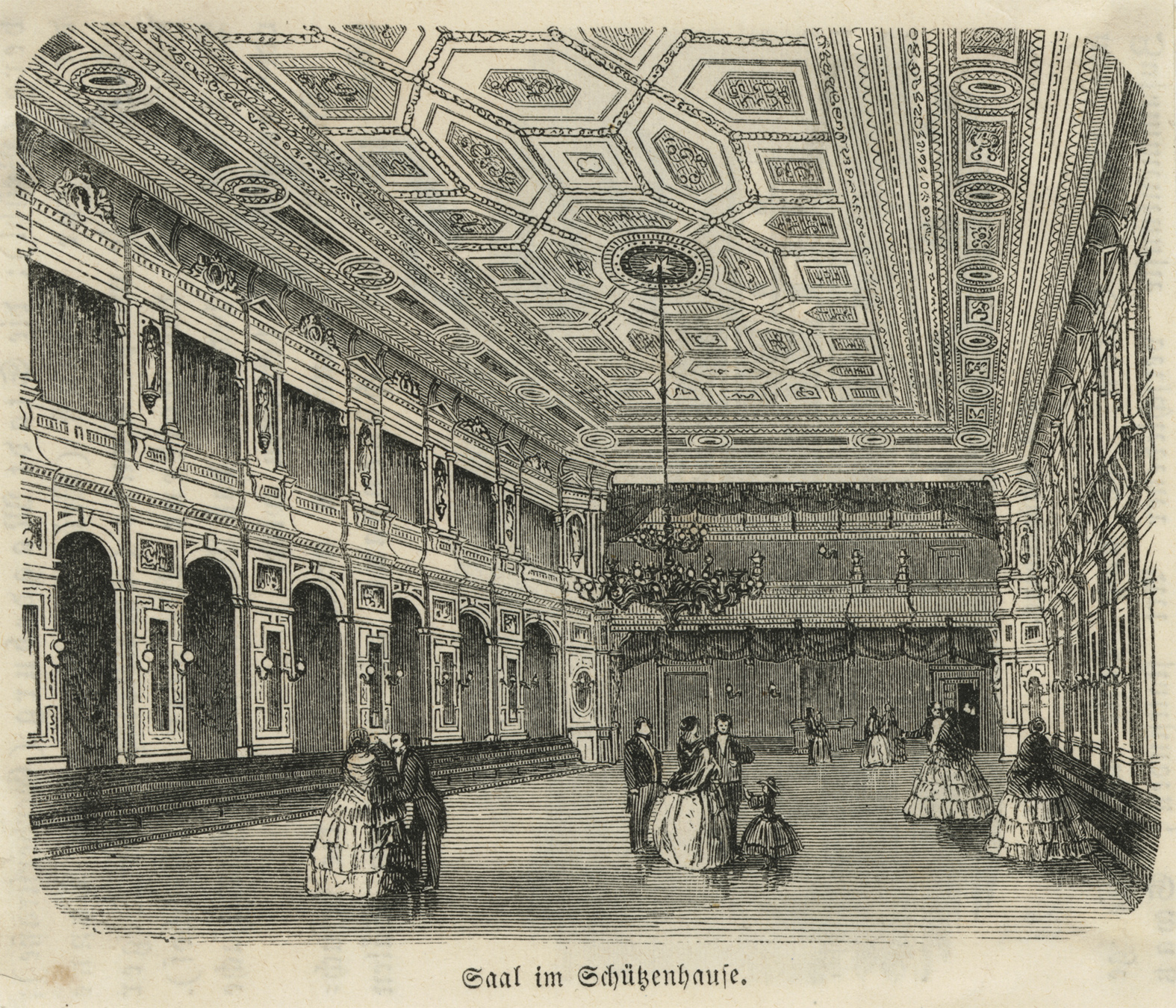
Der große Ballsaal (Blauer Saal), um 1870
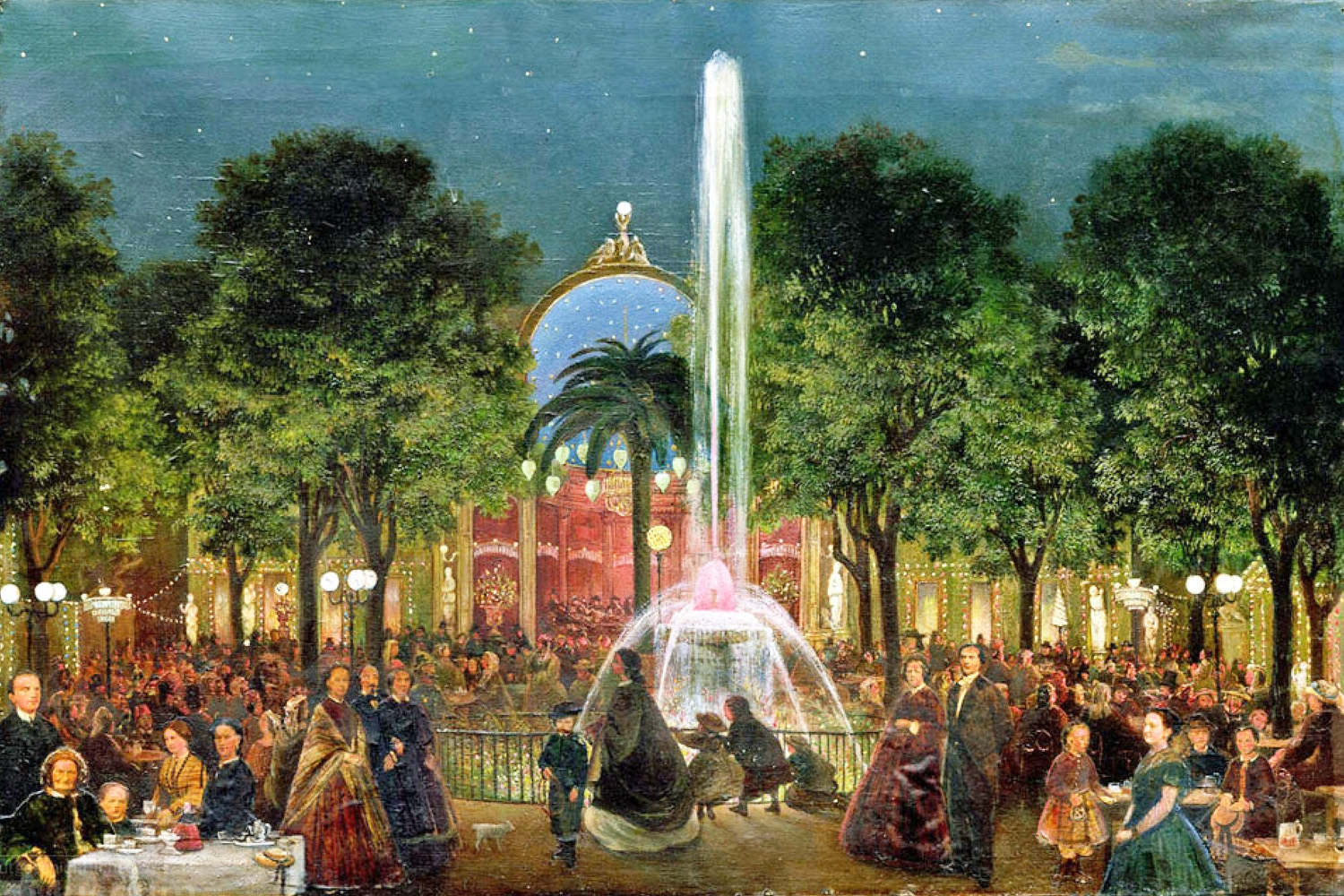
Der Bier- und Kaffeegarten mit Fontäne und Konzerthaus

### Der Krystallpalast

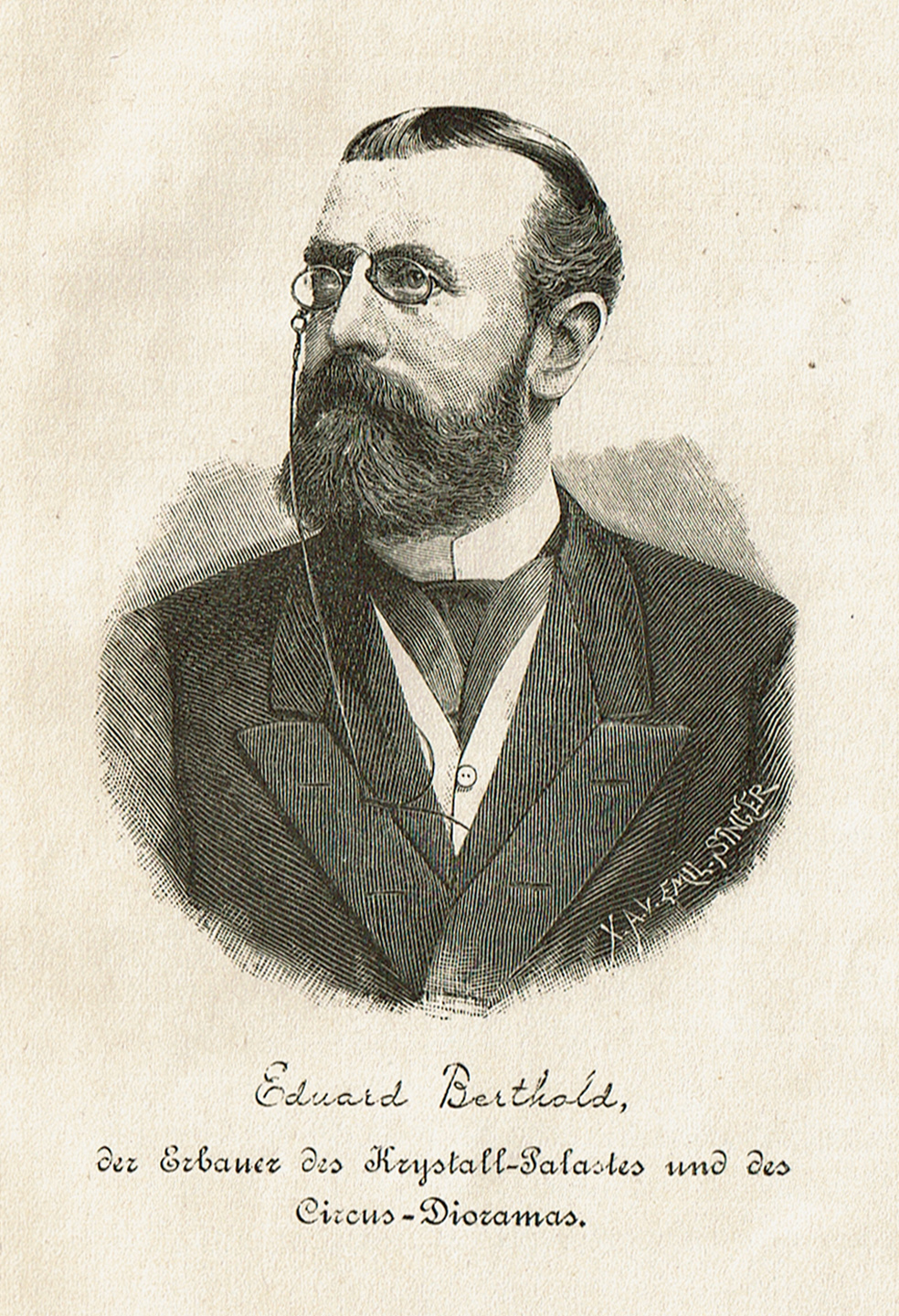
Eduard Berthold

Im Spätsommer 1881 erwarb der Leipziger Geschäftsmann Eduard Berthold mit finanzieller Unterstützung der Leipziger Diskontogesellschaft das Areal. Noch im gleichen Jahr beauftragte er den Architekten Carl Planer, eine Eisen-Glas-Konstruktion zu errichten wie sie ähnlich erstmals auf der Londoner Weltausstellung 1851 als Crystal Palace vorgestellt worden war und auf der Weltausstellung Paris 1867 auch für die Gestaltung nationaler Pavillons genutzt wurde. Ab dieser Zeit waren auch in Deutschland immer häufiger diese multifunktionalen sogenannten Wintergarten- oder Krystallpaläste vorzufinden.
Der alte Geutebrückbau an der Wintergartenstraße blieb erhalten, wurde aber grundlegend erneuert. Direkt dahinter entstand ein großer Neubaukomplex aus Glas und Eisen. Das Zentrum bildeten ein mit Glasdach versehener zweietagiger Theatersaal mit einer Fläche von etwa 800 Quadratmetern sowie eine etwa ebenso große Restauration. In mehrstöckigen Anbauten in Terrassen- und Verandaform entstanden kleinere Räumlichkeiten für Feierlichkeiten, Konzerte, Ausstellungen und sonstige Veranstaltungen, die teilweise überarbeitete Gartenanlage war von neu errichteten Kolonnaden, die ebenfalls z. B. für Konzerte genutzt wurden, flankiert. Dazu wurde auf der östlichen Seite eine für Ausstellungszwecke und Rollschuhfahrer genutzte große Halle errichtet.
Im April 1882 wurden die Bauten fertiggestellt und anschließend im Rahmen der Leipziger Ostermesse offiziell als Krystall-Palast vorgestellt. Weitere Neubauten, wie z. B. ein separater Ausstellungssaal sowie ein neuer Wintergarten, wurden 1882/83 verwirklicht. 1884 wurde in London die Crystal Palace Company Limited (nach Ende des Ersten Weltkrieges als Krystall-Palast Aktiengesellschaft mit Sitz in Leipzig ansässig) gegründet, Berthold wurde Vorstandsvorsitzender und Geschäftsführer.
Bereits kurz nach Gründung der Aktiengesellschaft plante Berthold eine grundlegende Erweiterung des Krystallpalastes durch einen monumentalen Neubau, ursprünglich für einen ständig ansässigen Zirkus gedacht. Zu diesem Zweck wurden ältere Gartenbauten aufgegeben, ein hinter dem Gelände anliegendes Grundstück wurde erworben. 1886/87 entstand nach Entwürfen des Architekten Arwed Roßbach ein imposanter Kuppelbau, die nach dem damaligen sächsischen König benannte Alberthalle. Die in Leipzig weithin sichtbare kreisförmig angelegte und schnell als städtisches Wahrzeichen etablierte Halle hatte einen Durchmesser von etwa 36 Metern, eine etwa gleiche Höhe und bot über 3.000 Besuchern Platz, erweiterbar durch Nutzung des Innenraums der Manege auf bis zu 4.000 Besucher. In der Halle war eine Orgel von Walcker mit drei Manualen und 100 Registern aus dem Jahr 1887 eingebaut. Unterhalb der Glaskuppel in einer Rotunde präsentierte Berthold ein Diorama genanntes Panorama, zunächst aus mehreren Monumentalgemälden und später aus einem Rundbild bestehend.
Der Zirkus Renz gastierte zuerst in der Alberthalle, später kamen die Zirkusunternehmen Herzog, Schumann, Busch und Corty-Althoff hinzu. Die Alberthalle wurde später für Veranstaltungen aller Art genutzt, so für musikalische Aufführungen von Georg Göhler, Gustav Wohlgemuth, Benjamino Gigli, Jack Hylton, Hans Bund oder der Don Kosaken. Im Varieté des Hauses traten unter anderem Robert Steidl, Otto Reutter und Saharet auf. Zu Gast im Krystallpalast waren ebenfalls unter anderem Grock, die Drei Rivels, Enrico Rastelli, Claire Waldoff, Martha Hübner sowie Josephine Baker. Außerdem hatten dort die Krystallpalast-Sänger ihre Auftrittsorte.
Vom 4. bis 12. Februar 1892 fand im Krystallpalast die Internationale Ausstellung für das Rote Kreuz, Armeebedarf, Hygiene, Ernährungsprobleme und Kochkunst statt.
1890 begründete der Leipziger Musikverleger Ernst Eulenburg zusammen mit Hermann Kretzschmar die Akademischen Konzerte, die unter der Leitung Kretzschmars in der Alberthalle stattfanden. Ab 1896 etablierte am gleichen Ort Hans Winderstein die Philharmonischen Konzerte, die Leipziger Veranstaltungen seines überregional bekannten Winderstein-Orchesters fanden in der Alberthalle statt. Weitere Konzerte wurden beispielsweise durch den Deutschen Arbeiter-Sängerbund, den Akademischen Gesangsverein Arion oder den Universitäts-Sängervein St. Pauli organisiert. Am 31. Dezember 1918 dirigierte Arthur Nikisch vor Arbeitern die 9. Sinfonie von Ludwig van Beethoven und begründete damit die Tradition der Silvesterkonzerte. Am 25. Februar 1898 fand im Theatersaal die Uraufführung von Frank Wedekinds Drama Erdgeist statt, Wedekind selbst spielte die männliche Hauptrolle.

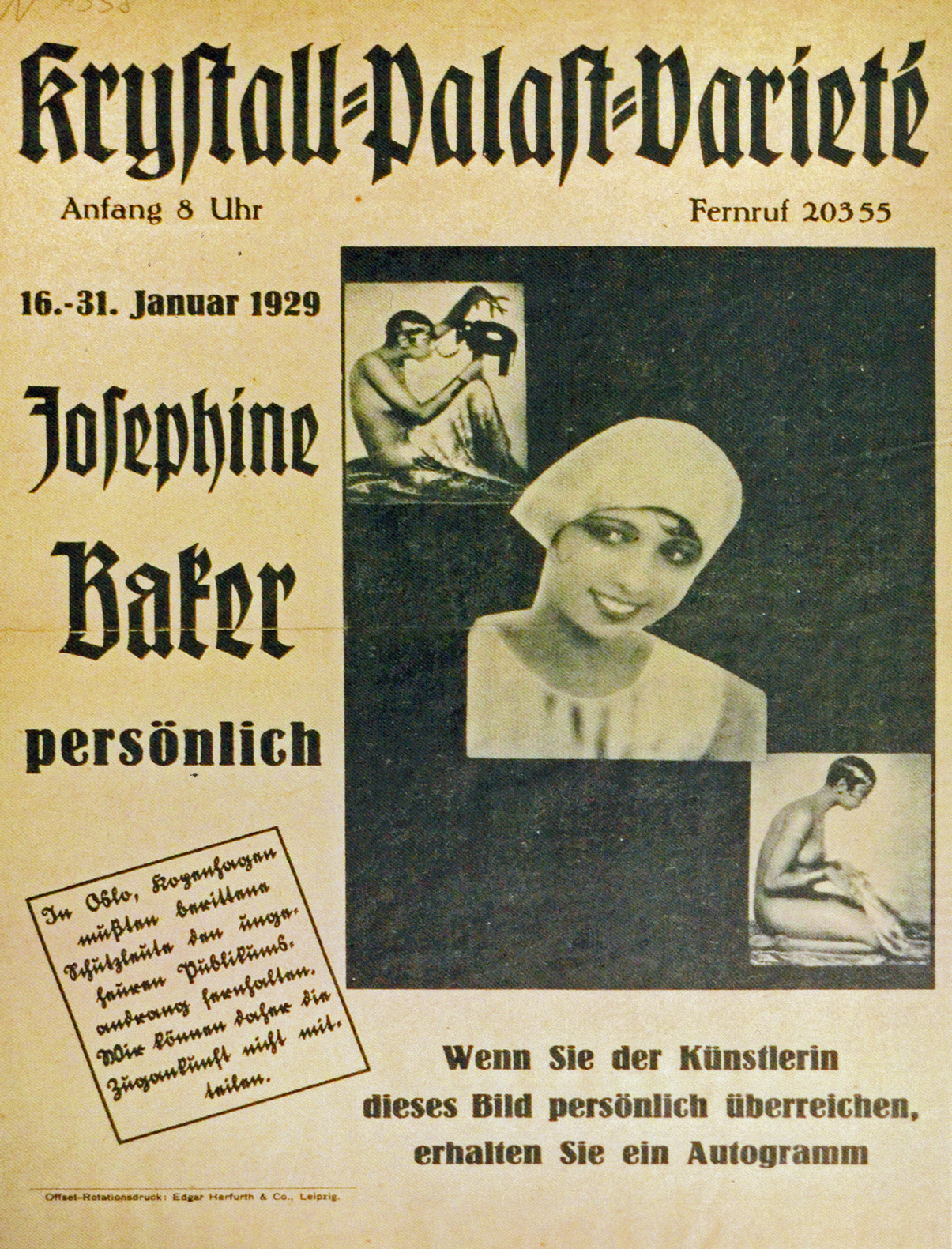
Ankündigung von Josephine Baker, 1929

Im Oktober 1906 eröffnete die Krystallpalast AG neben dem Hauptgebäude eines der ersten Leipziger Kinos, Die Weiße Wand genannte Einrichtung wurde bis 1913 von 154 auf 362 Sitzplätze erweitert. 1918 wurden in der Alberthalle die Alberthallen-Lichtspiele eröffnet, mit über 2.300 Sitzplätzen das größte Kino der Stadt. Von 1925 bis 1931 pachtete die Universum Film AG die Halle und ließ diese umfassend umbauen. Dadurch verringerte sich die Gesamtzahl der Sitzplätze für Filmvorführungen auf 1.366, zu Veranstaltungen anderer Art umfasste die Alberthalle nun maximal 2.000 Plätze.
Im Theater-, Parterre- bzw. Varietésaal sowie in der Alberthalle fanden zahlreichen Gewerbeausstellungen und Präsentationen der Leipziger Messe statt. In sportlicher Hinsicht fanden im Krystallpalast u. a. Tennisturniere, Ringkampfveranstaltungen oder Radrennen statt. Zudem war die Alberthalle des Krystallpalastes mehrfach Austragungsort für das Drei-Städte-Turnen Berlin-Hamburg-Leipzig.
Für den 11. November 1933 organisierte der Nationalsozialistische Lehrerbund (NSLB) Sachsen unter der Leitung des NSDAP-Politikers Arthur Göpfert in der Alberthalle eine Kundgebung zur Unterstützung des manipulierten Referendums, das per Einheitsliste („Ein Volk, ein Führer, ein ‚Ja‘“) am Tag darauf nachträglich Deutschlands im Oktober vollzogenen Austritt aus dem Völkerbund rechtfertigen sollte. Zu diesem Anlass initiierte Göpfert das Bekenntnis der deutschen Professoren zu Adolf Hitler. Die Kundgebung fand in Anwesenheit von mehreren tausend Zuhörern statt, zu denen neun Professoren sprachen und jenes Bekenntnis begründeten.
1936 waren im und rund um das Hauptgebäude neben den drei Sälen (Theater-, Blauer und Goldener Saal) ein Bierrestaurant, ein Café, ein Weinrestaurant, ein Weinkeller mit Ausschank, ein Kino sowie acht Kegelbahnen vorzufinden. Dazu kamen zahlreiche kleinere Räumlichkeiten für Vereinsfestivitäten und ähnliche Anlässe. Ein Großteil der mittlerweile ganzjährig durchgeführten Varietéveranstaltungen fanden im sogenannten Varietétheater statt, dem 1935 umgebauten ehemaligen Parterre-Saal des Krystallpalastes.
Bei einem der schwersten Bombenangriffe auf Leipzig am 4. Dezember 1943 wurden die Bauten des Krystallpalastes vollständig zerstört.

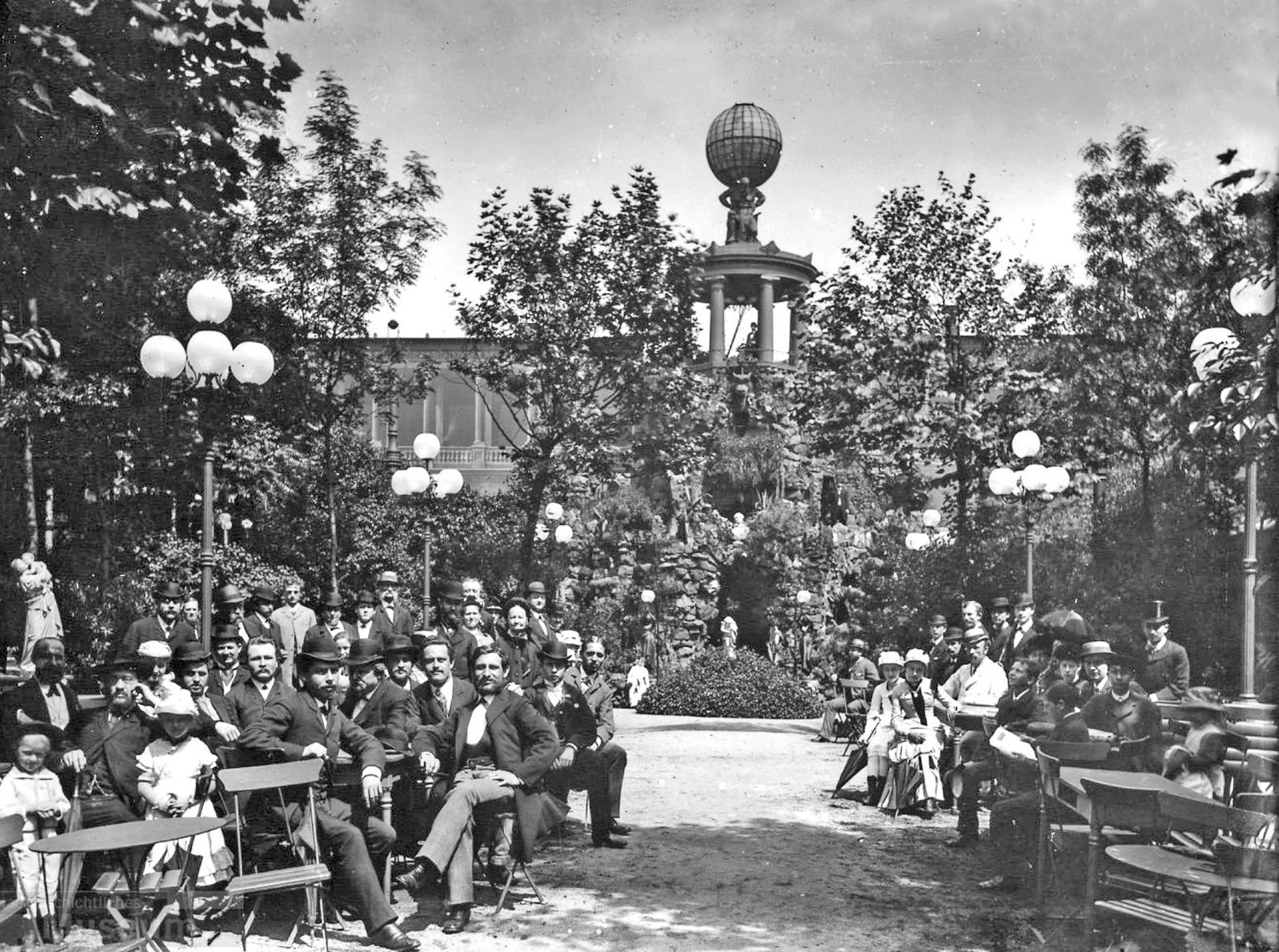
Garten des Krystallpalastes, um 1880
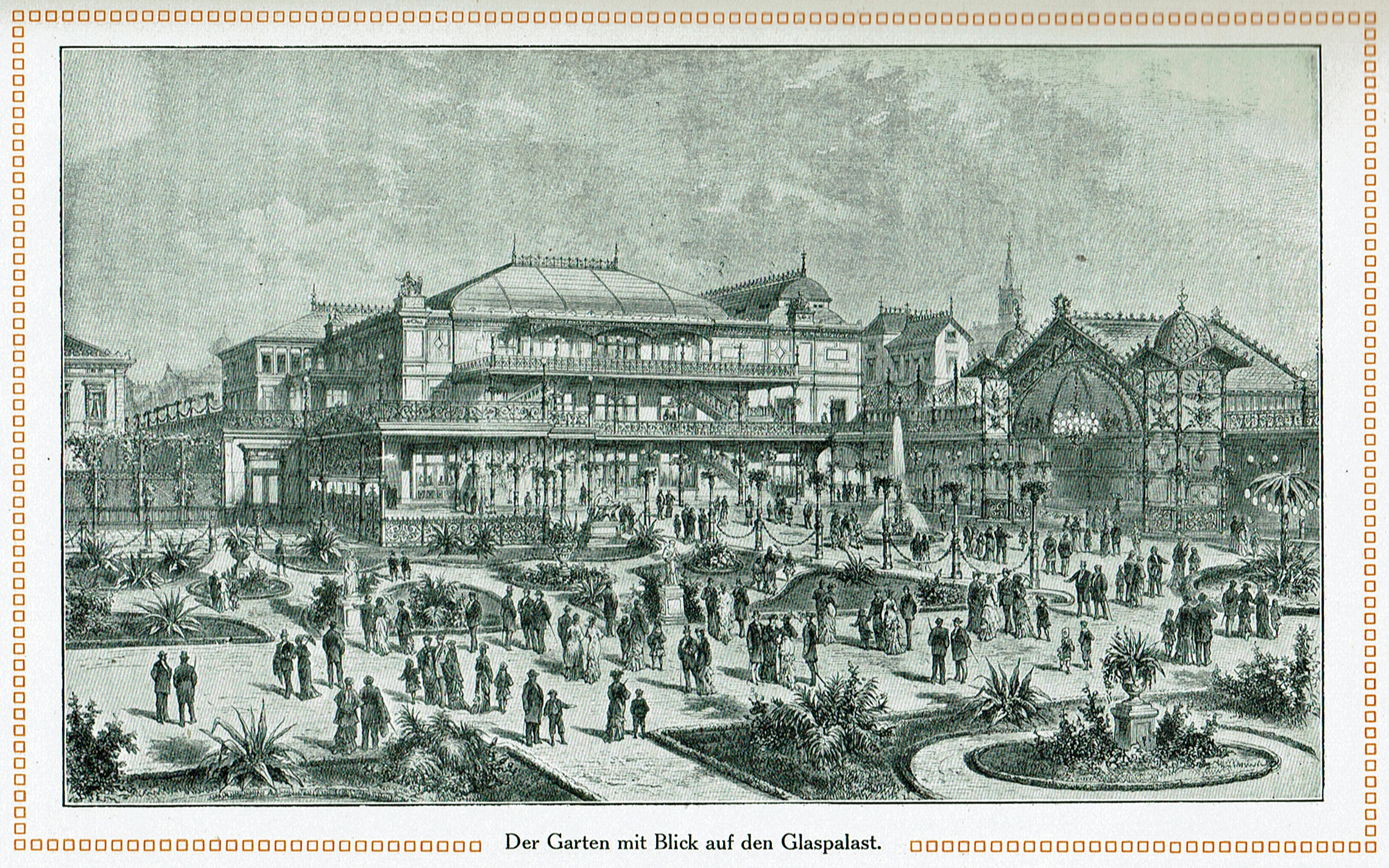
Garten mit Glaspalast, um 1883
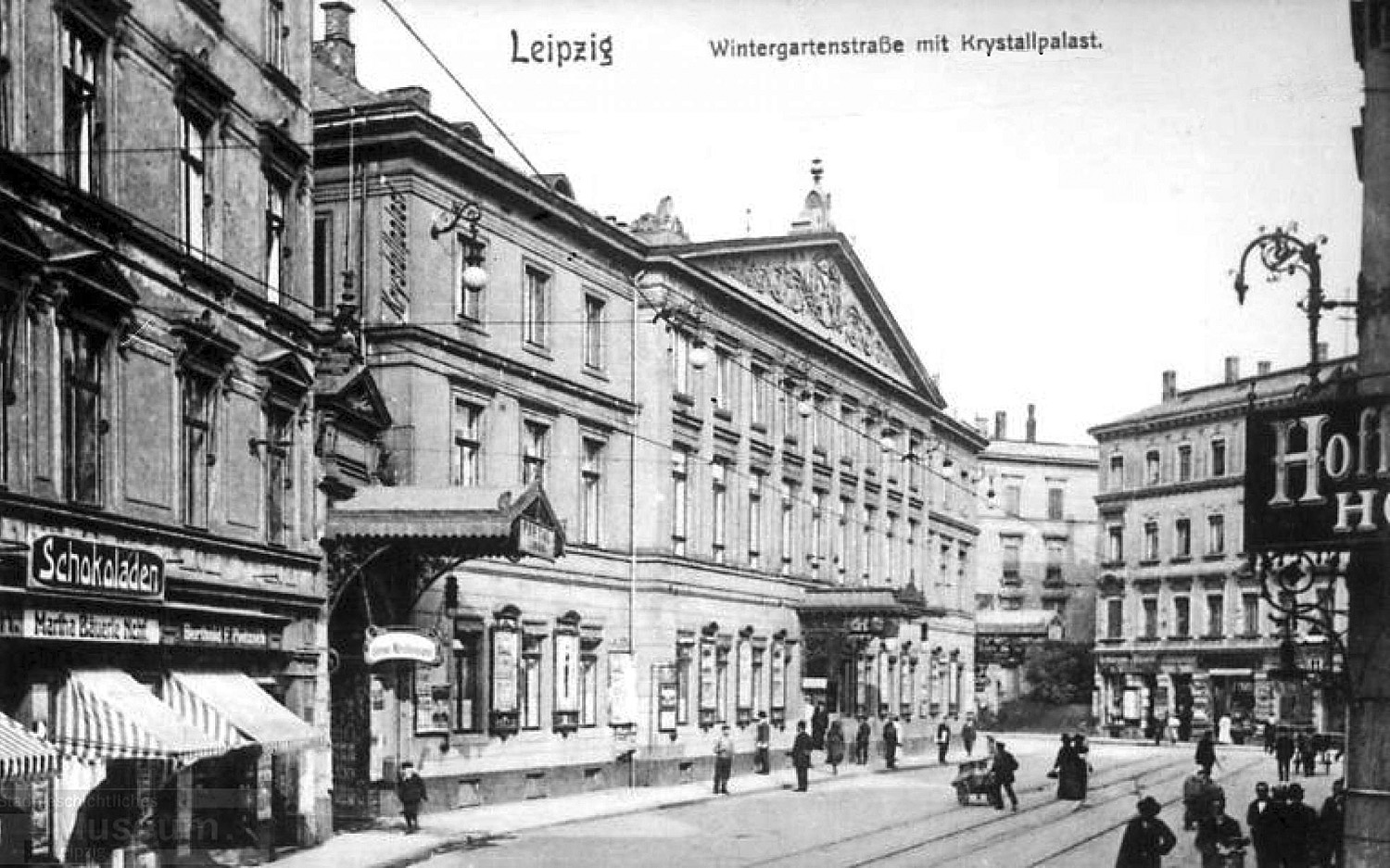
Straßenfront des Krystallpalastes in der von Geutebrück erbauten Form, um 1900
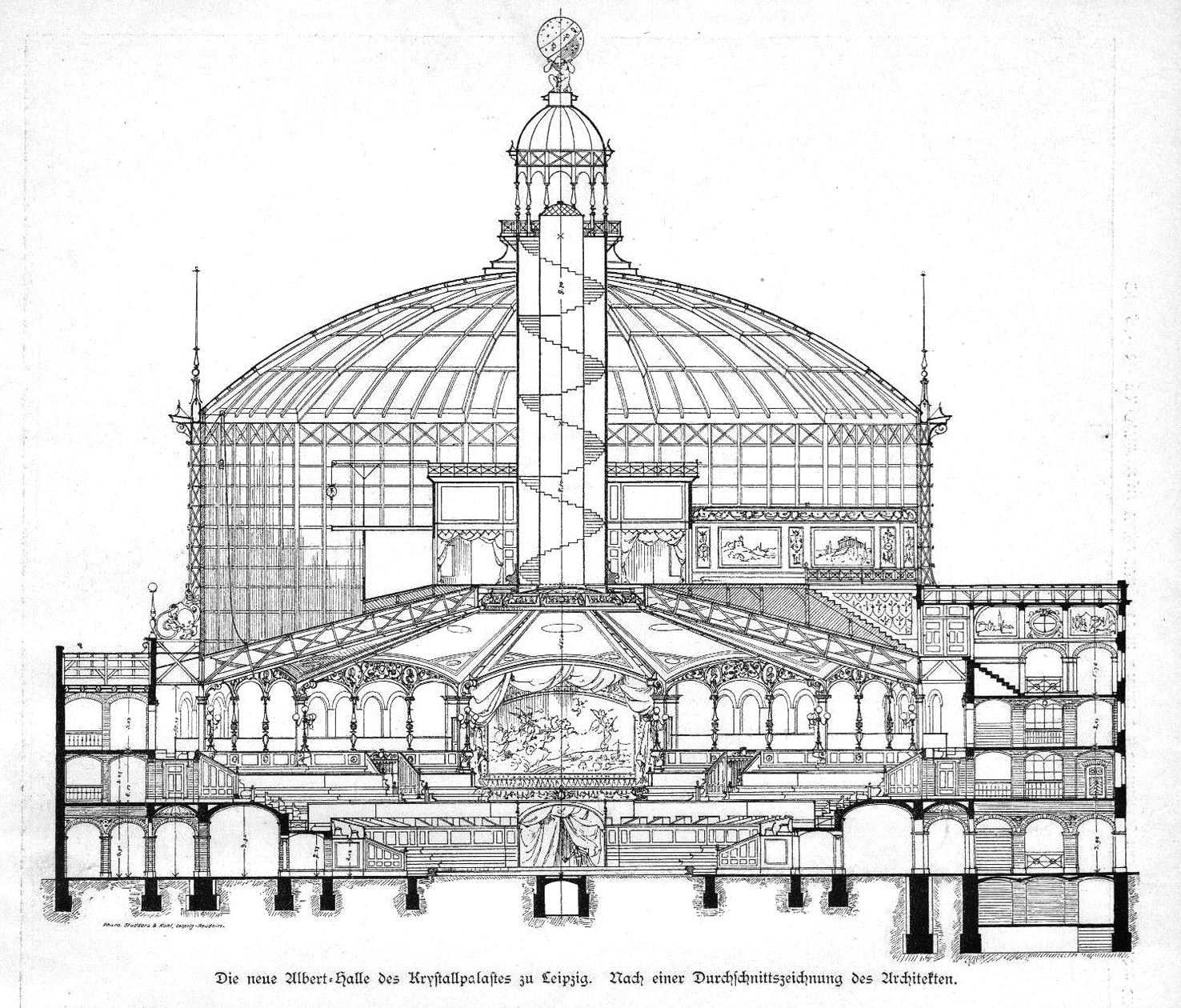
Schnittzeichnung der Alberthalle von Arwed Roßbach (1885/86)
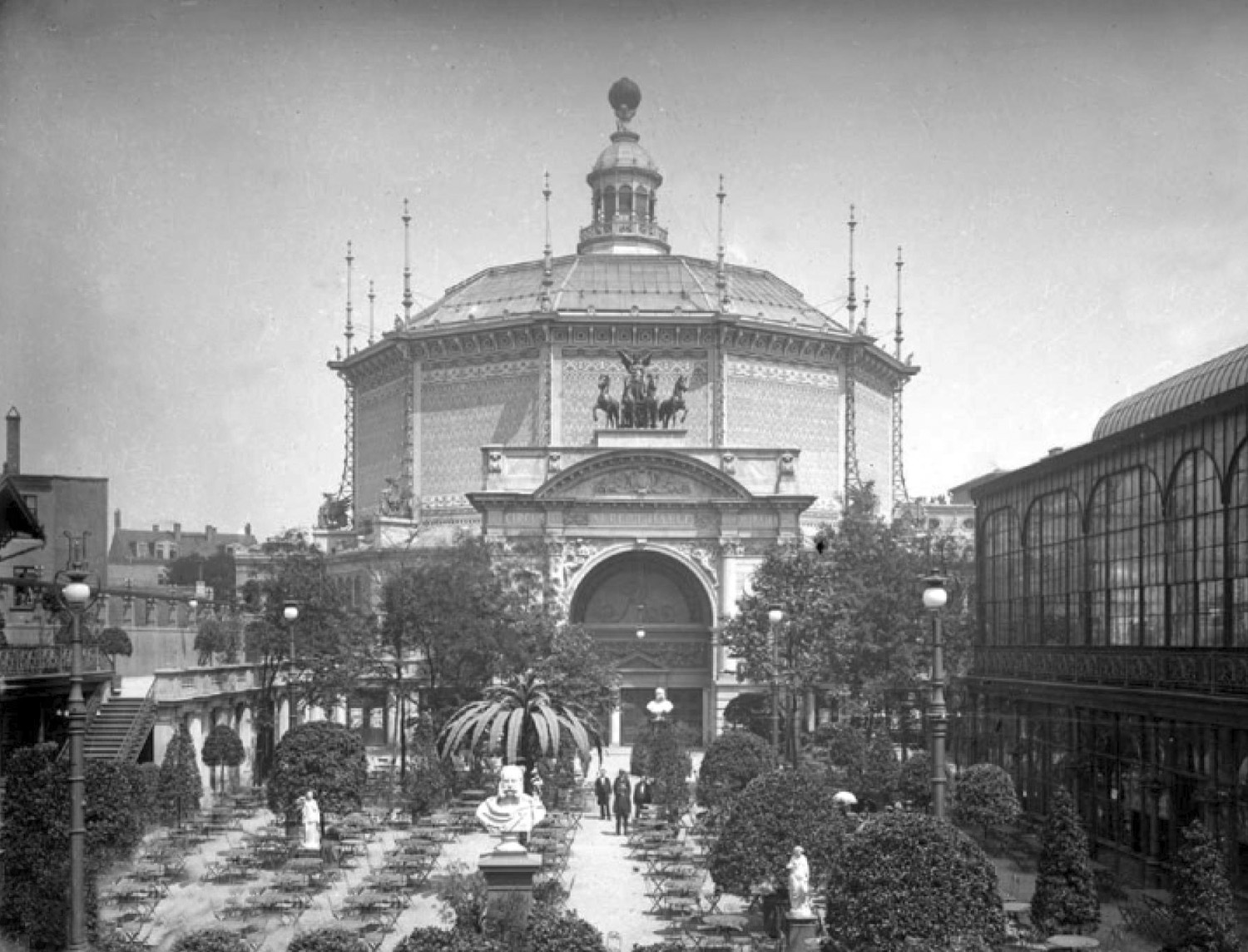
Alberthalle, um 1900
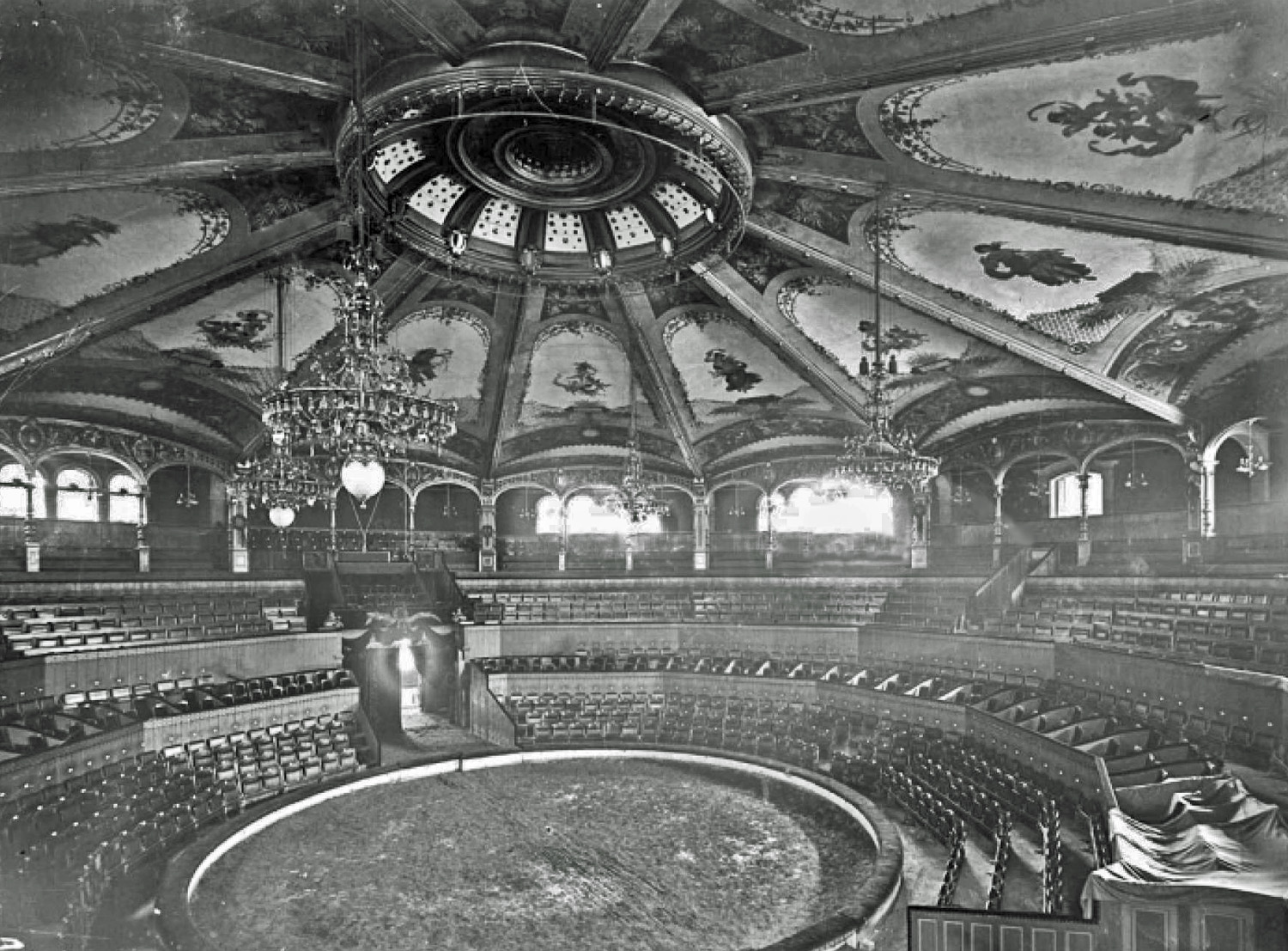
Inneres der Alberthalle, um 1905

### Nachfolgeeinrichtungen

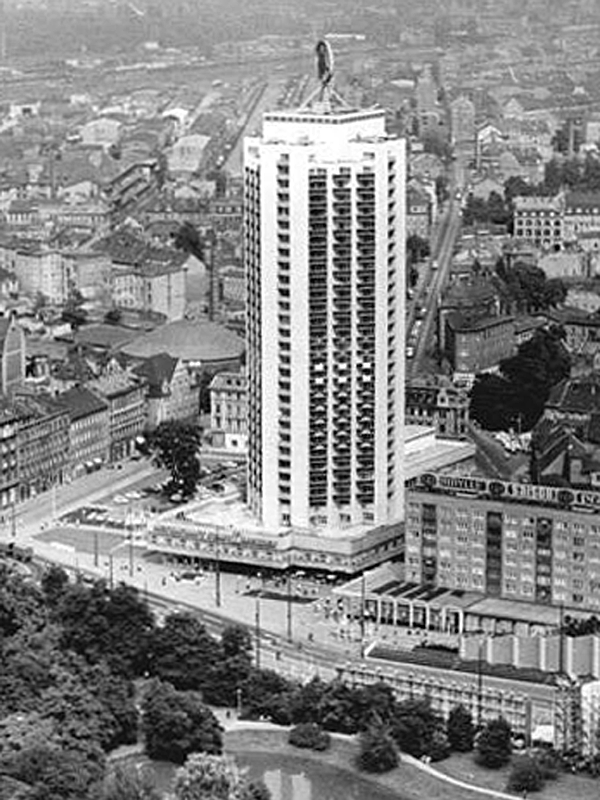
Der Rundbau des Hauses der heiteren Muse links neben dem Wintergartenhochhaus (1977)

Nachdem nach Kriegsende 1945 ursprüngliche Pläne verworfen wurden, Teile des zerstörten Krystallpalastes und die Alberthalle wiederaufzubauen, pachtete der Zirkus Aeros einen Teil des zerstörten Areals, um auf der Fläche eine feste Spielstätte zu errichten. Der Direktor Cliff Aeros konstruierte mit seinem Bruder einen holzbasierten festen Zirkusbau, der unter Nutzung vorhandener Ruinenteile und erhaltener technischer Anlagen nach dreimonatiger Bauzeit noch im Herbst des gleichen Jahres fertiggestellt werden konnte. Der Kuppelbau mit einer Kapazität von etwa 1.600 Gästen wurde am 7. Dezember 1945 eröffnet und erfreute sich in kommenden Jahren großen Besucherzuspruchs.
Nach dem Tode von Cliff Aeros im Jahr 1952 ging der Zirkus wegen angeblicher Steuerschulden in eine Treuhandverwaltung über, bevor er zum 1. Januar 1953 verstaatlicht und als VE [Volkseigener] Circus Aeros zum Eigentum der Stadt Leipzig erklärt wurde. 1956 wurde die Anlage aufgrund brandschutz- und sicherheitstechnischer Bedenken abgerissen und durch einen angekauften Stahlkuppelbau ersetzt, der ursprünglich 1946 durch die Maschinenfabrik Esslingen konstruiert und unter anderem zeitweise durch den Zirkus Franz Althoff in Stuttgart genutzt wurde. Die maximale Zuschauerzahl des 40 Meter breiten und 15 Meter hohen Gebäudes erhöhte sich auf etwa 1.800.
Nach der Eingliederung des Zirkus Aeros 1960 in den VEB Zentral-Zirkus (später Staatszirkus der DDR) wurde ein Jahr später das Etablissement zunächst zum VE Varieté Aeros – Haus der Heiteren Muse umbenannt, ab 1963 namentlich verkürzt zum Haus der heiteren Muse. In den Besitz der Stadt Leipzig übergehend fanden ab nun ständig wechselnde Veranstaltungen aller Art statt.
Ab etwa 1968 bis 1991 wurde das Haus auch als vielbesuchtes Studio genutzt, in dem z. B. das Fernsehen der DDR die Show Da liegt Musike drin oder der Rundfunk der DDR die Schlagerrevue produzierte. Dazu kamen Aufzeichnungen wie von Aha oder Wenn schon, denn schon. In diesem Zusammenhang wurden mehrere Um- und Ausbauten des weiterhin als Provisorium genutzten Gebäudes verwirklicht.

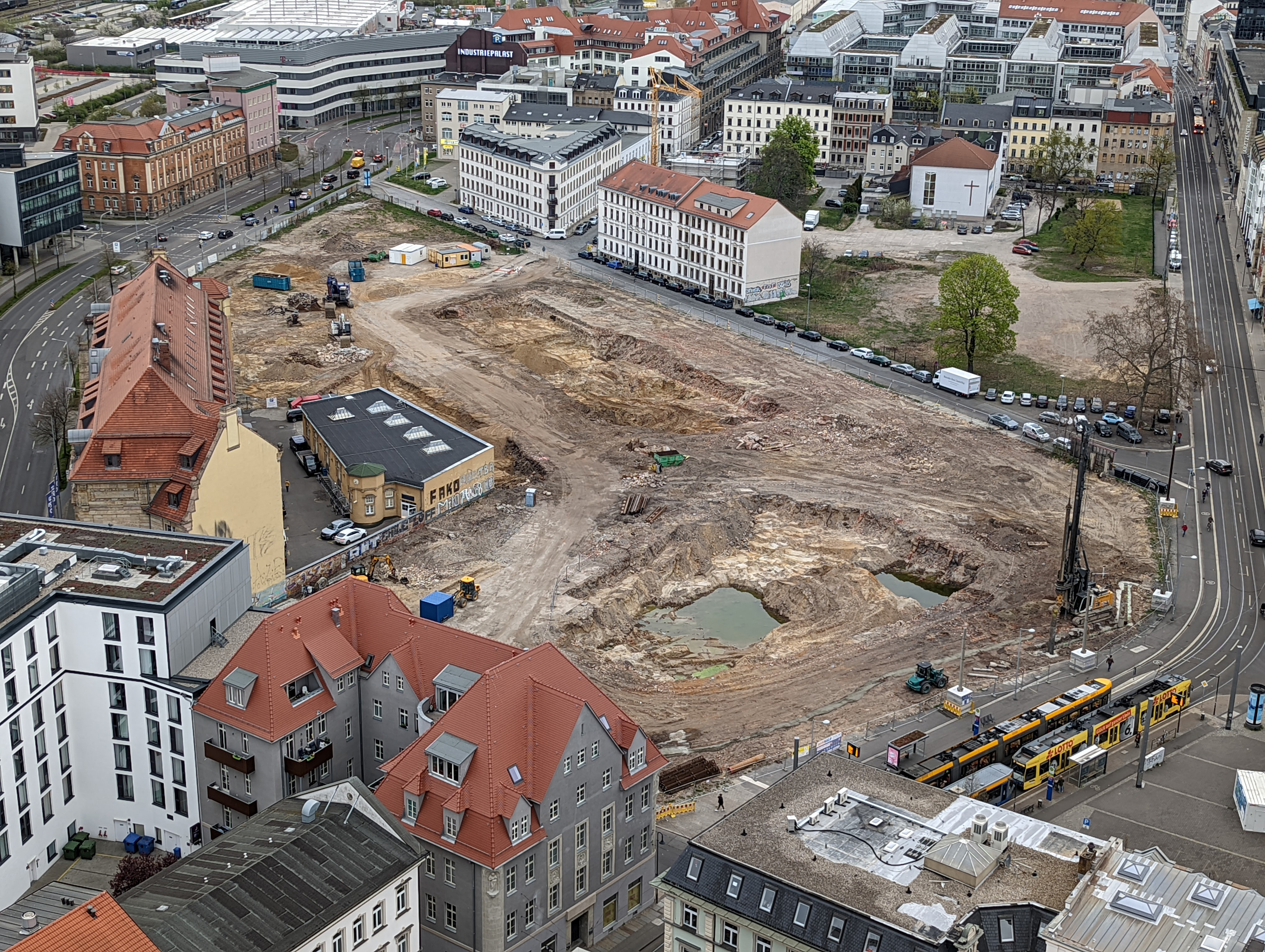
Krystallpalast-Gelände im April 2022, kurz nach Beginn der Bauarbeiten

Ab Ende 1990 standen die Gebäude leer, am 8. Oktober 1992 wurden sie durch einen Brand völlig zerstört. Danach lag die Fläche des ehemaligen Krystallpalastes für mehr als zwei Jahrzehnte brach. Seit Ende 2018 liegen Pläne eines Luxemburgischen Investors vor, das Gelände unter dem Namen Quartier Krystallpalast neuzugestalten. Dafür liegt ein Bebauungsplan vor, demzufolge auf der Fläche zwischen Brandenburger Straße und Wintergartenstraße eine Abfolge von vernetzten Block- und Hofstrukturen entstehen kann. Die geplanten Gebäude bieten Platz für 175 Wohnungen und 164 Studentenapartments. Ansonsten ist an Hotelnutzung, Büros, Dienstleistungseinrichtungen, Einzelhandel und Gastronomie gedacht. Nach mehreren Besitzerwechseln kam das Gelände Anfang 2021 in den Besitz des Projektentwicklers Quarterback Immobilien. Dieser verkaufte das Gelände rund ein Jahr später an Commerz Real weiter, führt aber die Projektentwicklung im Auftrag des neuen Eigentümers weiter. Die Bauarbeiten begannen am 7. März 2022.

### Krystallpalast Varieté Leipzig

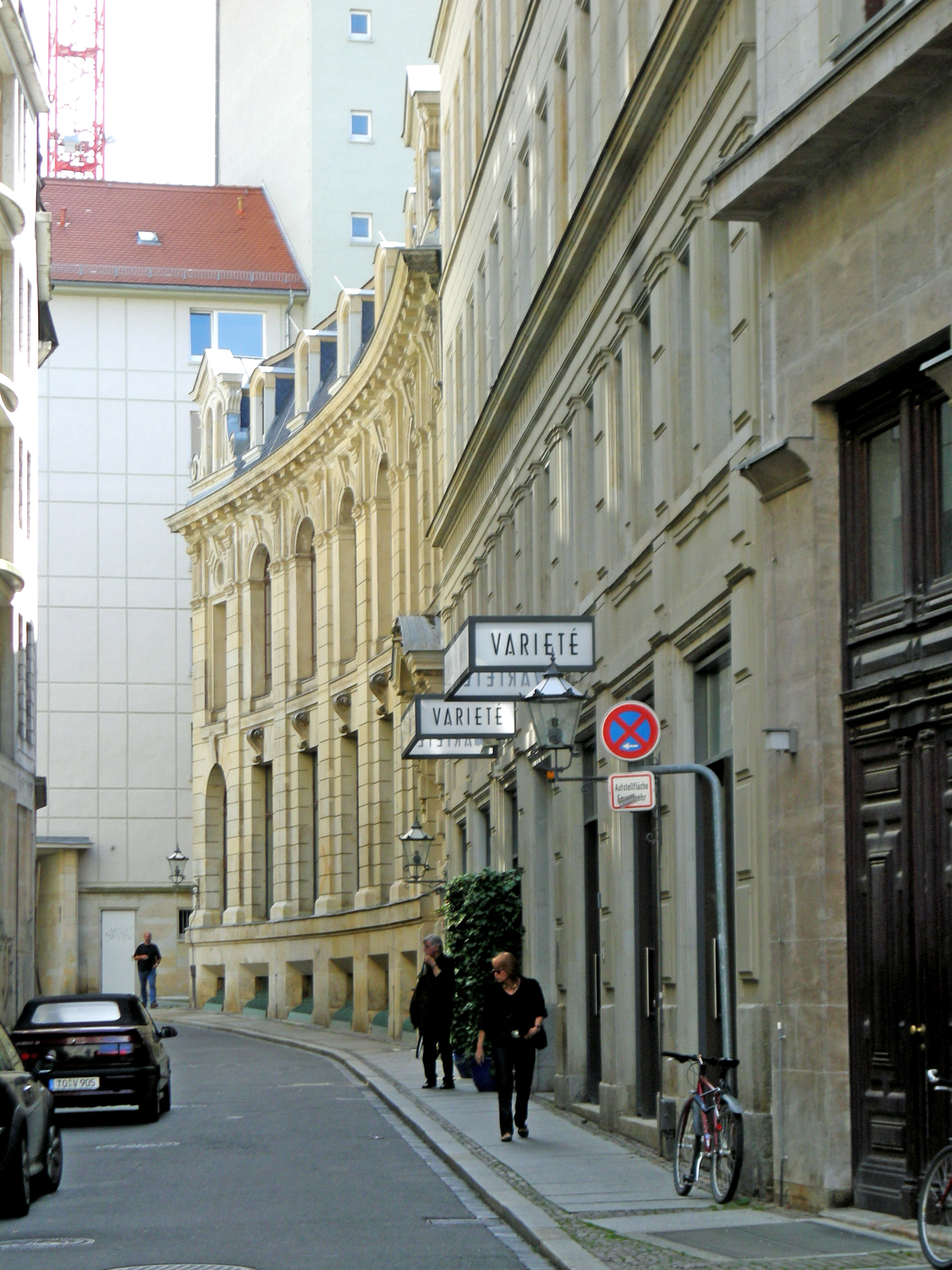
Krystallpalast Varieté in der Magazingasse
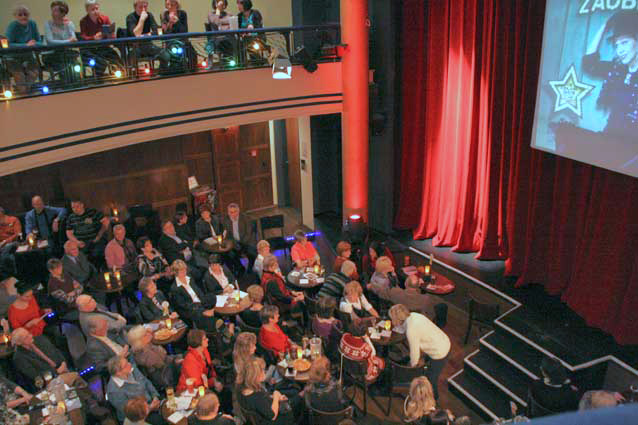
Innenansicht 2012

In Anlehnung und als Fortführung des historischen Krystallplastes existiert seit dem 17. November 1997 an anderer Stelle in Leipzig wieder eine Spielstätte namens Krystallpalast Varieté Leipzig. Das in der Magazingasse gelegene Varieté bietet in seinem Saal ca. 200 Plätze im Parkett und auf zwei Rängen und ca. 100 Plätze im angeschlossenen Restaurant. Alle zwei bis drei Monate wechselt ein internationales Varietéprogramm aus eigener Produktion.
Die seit 2000 bestehende sogenannte Newcomershow (The International Variety Festival) z. B. versammelt jährlich Anfang Juli die Direktoren und künstlerischen Leiter der deutschsprachigen Varietés, um die besten Neulinge des Genres zu finden. Ein weiterer Veranstaltungsort des Varietés ist die Seekirche Vineta.

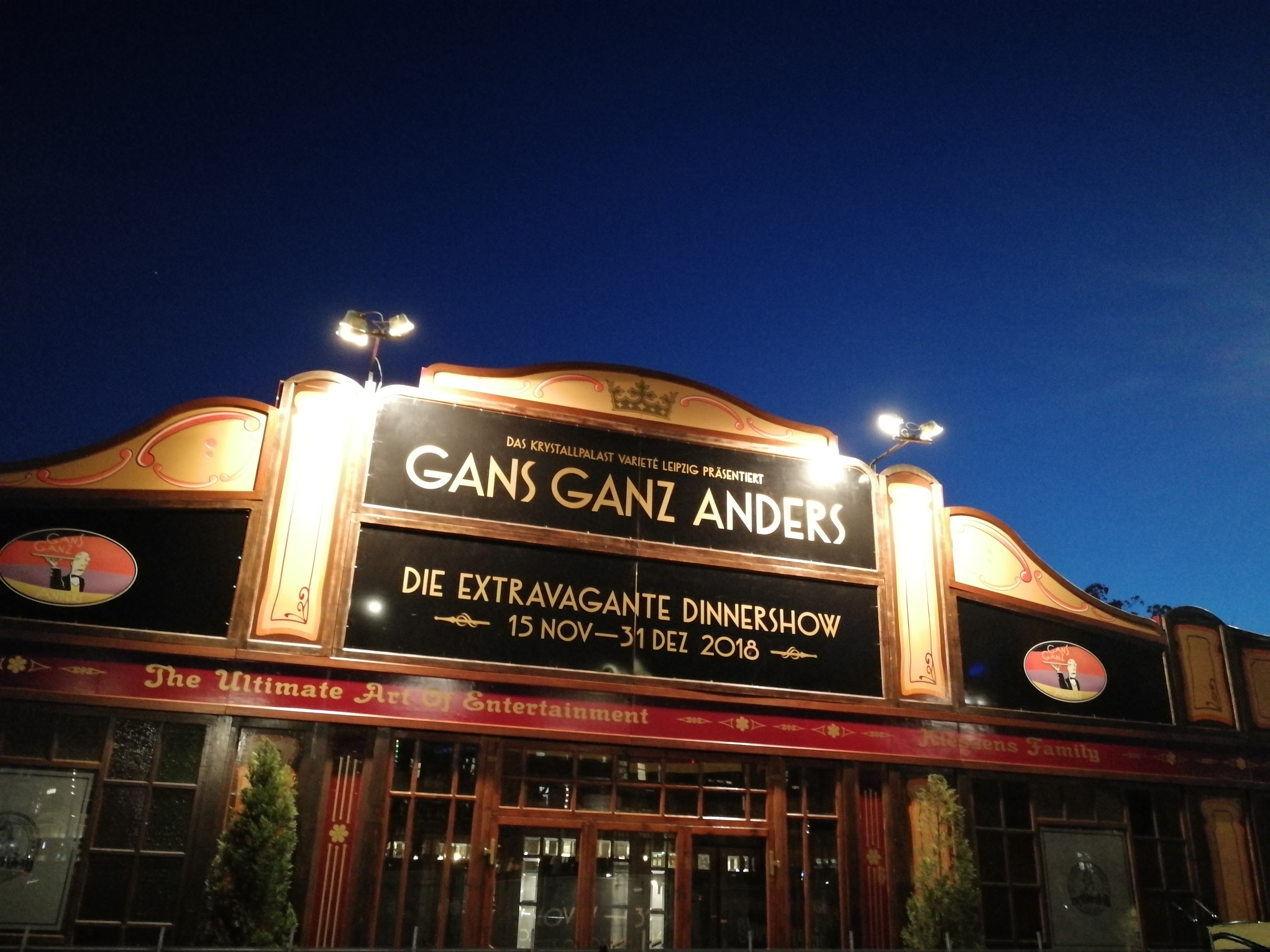
GANS GANZ ANDERS auf dem Wilhelm-Leuschner-Platz

Die Dinnershow GANS GANZ ANDERS wird vom Krystallpalast Varieté Leipzig seit 2002 jährlich in der Weihnachtszeit in einem eigens dafür angemieteten Spiegelpalast präsentiert. In der Dinnershow wird Schauspiel, Artistik, Showtanz gezeigt und ein 4-Gang-Menü serviert. Bis 2014 war der Standort auf dem Burgplatz Leipzig, seit 2015 auf dem Wilhelm-Leuschner-Platz. Seit 2016 wird der Spiegelpalast 'Queen Of Flanders' mit ca. 500 Sitzplätzen bespielt.